# Festival de Cine de Londres
El Festival de Cine de Londres (BFI London Film Festival) es el evento cinematográfico más importante del Reino Unido. Celebró su 68 aniversario en la edición de 2024.
Desde sus orígenes ha sido un "festival de festivales", y proyecta una selección de los mejores títulos de otros certámenes. Su objetivo es acercar estas películas al público. Además los premios que otorga cubren diversas categorías, desde documentales hasta cortometrajes.
Aparte de las películas, hay todo tipo de eventos programados durante el festival: desde una clase con John Cameron Mitchel, hasta una charla con el grupo de música Yo la tengo.